# Jordskælvet i Kobe den 17. januar 1995
Jordskælvet i Kobe den 17. januar 1995, også kendt som Great Hanshin earthquake (阪神・淡路大震災 Hanshin-Awaji Daishinsai), var et jordskælv 7,2 på Richterskalaen i den japanske by Kobe. I løbet af 20 sekunder blev næsten 500.000 bygninger ødelagt, omkring 300.000 mennesker blev hjemløse, og over 6.434 mennesker døde.
Se også Jordskælvet ved Sendai 2011.